# Jelyzaveta Lymar
Jelyzaveta Lymar (in ucraino Єлизавета Лимар?; 12 giugno 2005) è una nuotatrice artistica ucraina.

## Palmarès
- Europei

Funchal 2025: argento nella gara a squadre (programma tecnico) e nella gara a squadre (programma acrobatico)

### Coppa del Mondo
- 1 podio:
  - 1 vittoria (1 nella gara a squadre)

#### Coppa del mondo - vittorie
| Data          | Luogo   | Paese  | Disciplina      |
| ------------- | ------- | ------ | --------------- |
| 2 giugno 2024 | Markham | Canada | Team acrobatico |